# Stephan Heger
Jens Stephan Heger, född den 17 september 1769 i Köpenhamn, död den 8 mars 1855, var en dansk skådespelare, gift med Ellen Marie Smidth, far till Elise Holst.
Heger blev student 1788 och ingick 1796 vid kungliga teatern. Han utmärkte sig både i tragiska och i komiska roller, men hans starka självständighetskänsla framkallade åtskilliga svårigheter och väckte till sist hans missnöje med teaterstyrelsen, så att han 1817 tog avsked. 
Både Rahbeks hustru, Karen Margrete Heger (1775-1829), och Öhlenschlägers maka, Kristiane Heger (1782-1841), var systrar till Heger.